# Arbeitskreis der Leiter wissenschaftlicher Rechenzentren
Der Arbeitskreis der Leiter wissenschaftlicher Rechenzentren (ALWR) war von 1972 bis 1995 ein selbstverwaltetes Gremium für die Kooperation der Rechenzentren an Universitäten und Technischen Hochschulen der Bundesrepublik Deutschland. Der ALWR war Vorläufer und Initiator des Vereins Zentren für Kommunikation und Informationsverarbeitung in Lehre und Forschung (ZKI-Verein).

## Der Arbeitskreis
Rechenzentren in Universitäten und Technischen Hochschulen sind seit Mitte der 1950er Jahre nach und nach entstanden, im Allgemeinen als Universitäts- bzw. Hochschulrechenzentren bezeichnet. Gegründet zunächst für den Betrieb nur eines einzigen Großrechners für Forschung und Lehre entwickelten sich ihre Aufgaben ab den 1980er Jahren weiter bis zur Bereitstellung der Hochschulnetze sowie vielfältiger und weitreichender Dienste für Kommunikation und Informationsverarbeitung.
Der ALWR ist am 16. März 1972 bei einem Treffen von Rechenzentrumsleitern in Frankfurt/Main ins Leben gerufen worden. Er hat anschließend i. d. R. zweimal pro Jahr an wechselnden Orten getagt. Am 27. September 1995 wurde er auf seiner 50. Sitzung in Aachen aufgelöst. Zuvor war am 9. Juni 1993 in Berlin der ZKI-Verein gegründet worden, in den die meisten Mitglieder des ALWR wechselten.
Zum Zweck des Arbeitskreises heißt es in der Satzung von 1975: „Der ALWR befasst sich mit Fragen, die für wissenschaftliche Rechenzentren von Interesse sind und gibt dazu Stellungnahmen ab. Er fördert den Informationsaustausch und die Lösung gemeinsamer Aufgaben und unterstützt die Kooperation zwischen Rechenzentren“. Darunter fielen z. B. Themen wie Aufgaben, Struktur und Organisation von Rechenzentren, der erforderliche Personalbedarf, Auswahlkriterien von Rechenanlagen, öffentliche Fördermittel und Beschaffungsverfahren, Datensicherheitsmaßnahmen und Datenschutzbestimmungen, Verbund von Rechnern, Arbeitsplatzrechner für Studierende und Wissenschaftler sowie Strategien für den DFN-Verein.
Der ALWR war ein überschaubares Gremium mit bis zu 65 Mitgliedern, der ein effektives Arbeiten ermöglichte, Detailfragen wurden in Kommissionen behandelt. Nach der Wiedervereinigung nahm die Anzahl der Mitglieder stark zu, weil in der DDR nicht zwischen Universitäten und Fachhochschulen unterschieden wurde; hinzu kam, dass die Rechenzentren der Fachhochschulen zu diesem Zeitpunkt eine eigenständige Kooperation wie im ALWR anstrebten. Um das Nebeneinander zweier weitgehend gleichartiger Verbände zu verhindern, wurde im ALWR eine neue Kooperationsform entwickelt, die in die Gründung des ZKI-Vereins mündete, der dann alle Rechenzentren an Universitäten, Fachhochschulen und öffentlichen Forschungseinrichtungen in Deutschland umfasste.
Für die Aufarbeitung der Geschichte der Rechenzentren in Forschung und Lehre sowie ihre Kooperation wurden die Unterlagen aus dem ALWR und dem ZKI-Verein als Quellen genutzt.

## Anwendergruppen
Der ALWR kannte keine Substruktur, in deren Rahmen Mitarbeiter der Rechenzentren hätten kooperieren können. Für die Mitarbeiter gab es jedoch die Möglichkeit, in Anwendergruppen mit Kollegen aus anderen Rechenzentren, insbesondere aus Wirtschaft, Industrie und Behörden Erfahrungen auszutauschen. In diesen Gruppen, die anfangs ausschließlich an den Großrechner-Typen ausgerichtet waren, ging es darum, frühzeitig von den Herstellern Informationen über geplante Entwicklungen von Hardware und Software, einschließlich deren Kosten, zu erfahren und ggf. Einfluss darauf zu nehmen.

## Weitere Kooperationen
Nach Gründung des ALWR sind ab Mitte der 1970er Jahre auch in den einzelnen Bundesländern Arbeitskreise eingerichtet worden, die im Allgemeinen bis heute existieren. Schließlich sind Hochschulen Ländersache, und da macht es Sinn, durch Kooperation Synergieeffekte zu nutzen. Typische Themen waren u. a. der Aufbau landesweiter Rechnerverbünde, die Erstellung landesweiter DV-Pläne, die Beschaffung landesweiter Software-Lizenzen, die Einrichtung und Finanzierung landesweiter Netze sowie der gemeinsame Betrieb von Hoch-/Höchstleitungsrechnern (Supercomputern).
Beispielhaft genannt seien der ALWR in Baden-Württemberg (ALWR-BW) und der Arbeitskreis der Rechenzentren in Bayern (BRZL); in Niedersachsen hat sich der Niedersächsische ALWR zum Landesarbeitskreis Niedersachsen für Informationstechnik (LANIT) entwickelt, in Hessen der informell arbeitende Arbeitskreis zum ZKIhessen. In NRW mit seinen vielen Hochschulen sind ausgehend vom Landes-Arbeitskreis der Rechenzentrumsleiter (ARNW) unter dem Stichwort „Innovation Nordrhein-Westfalen“ mehrere Gremien zur Weiterentwicklung, Förderung und Steuerung der Informationstechnik (IT) entstanden, zwischen denen intensive Wechselwirkungen und personelle Verschränkungen bestehen.
Eine bundesweite Kooperation der Fachhochschulen im Bereich der Datenverarbeitung hat es vor 1993 nicht gegeben. Rechenzentren waren dort wegen der empfohlenen Dezentralisierung oft nicht vorhanden. In einigen Bundesländern gab es jedoch eine begrenzte, regional organisierte Zusammenarbeit.
Die Intensivierung der Zusammenarbeit von Bibliotheken und Rechenzentren bei der Informationsversorgung der Hochschulen stand ab Anfang der 90er Jahre auf der Tagesordnung des ALWR, später auf der des ZKI-Vereins. Diese Aktivitäten haben zur Gründung der Deutschen Initiative für Netzwerkinformation (DINI) beigetragen.